# UP (航空会社)

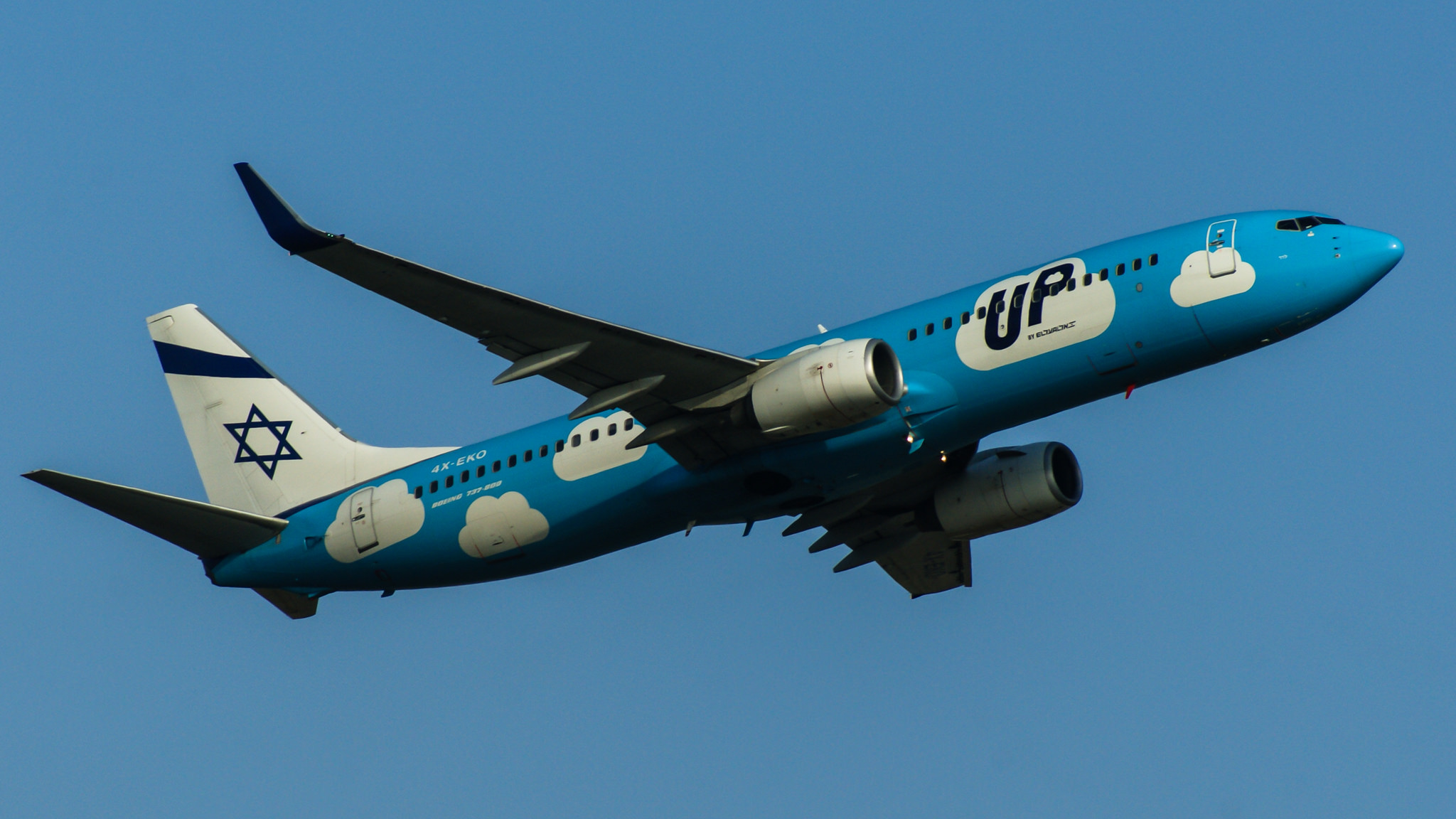
UPのボーイング737-800

UP はかつて存在した、イスラエルのエル・アル航空の格安航空ブランドである。

## 概要
2013年11月26日にエル・アル航空は格安航空ブランド「UP」を発表し、2014年3月30日からテルアビブを拠点にベルリン、ブダペスト、キエフ、ラルナカ、プラハへ、エル・アル航空から移籍した5機のボーイング737-800で運航を開始した。
UPはエル・アル航空によって設立され、ヨーロッパへの一部便を移管されている。全ての便はエル・アル航空によって運航され、コールサインと航空会社コードもエル・アル航空のものを用いる。飛行時間が2時間を超える便では機内販売が行われている。
2014年8月に、ライアンエアーのCEO、マイケル・オライリーはイスラエルとヨーロッパの都市を結ぶライアンエアー・イスラエルの設立について言及した。オライリーは、イスラエル当局がエル・アルを競争から保護していることが計画の進展を妨げていると発言した。UPのCEOは航空会社間の競争を実現したいと語った
。
2018年1月、エル・アル航空はUPブランドを継続しないと発表した。UPは2018年10月に運行を終了し、機材と路線はすべてエル・アル航空に返還される。そのため、エル・アル航空はUPに代わる新しい料金体制を導入した。最終便は2018年10月14日に運行された。

## 就航地
2018年10月14日までの就航地は以下の通り。
| 国           | 都市       | 空港                                   | 備考     |
| ------------ | ---------- | -------------------------------------- | -------- |
| キプロス     | ラルナカ   | ラルナカ国際空港                       |          |
| チェコ共和国 | プラハ     | ヴァーツラフ・ハヴェル・プラハ国際空港 |          |
| ドイツ       | ベルリン   | ベルリン・シェーネフェルト空港         |          |
| ハンガリー   | ブダペスト | リスト・フェレンツ国際空港             |          |
| イスラエル   | テルアビブ | ベン・グリオン国際空港                 | 拠点空港 |
| ウクライナ   | キエフ     | ボルィースピリ国際空港                 |          |

## 機材
UPが保有する機材は次の通り。
| 機種              | 運航中 | 発注中 | 乗客数 | 乗客数 | 乗客数 | 備考                                                     |
| 機種              | 運航中 | 発注中 | Y+     | Y      | Total  | 備考                                                     |
| ----------------- | ------ | ------ | ------ | ------ | ------ | -------------------------------------------------------- |
| ボーイング737-800 | 4      | —      | 36     | 144    | 180    | エル・アルにより運航。運行停止後機材はすべて返還された。 |
| 合計              | 4      | —      |        |        |        |                                                          |